# 振假名
振假名（日语：／ Furigana */?，發音：[ɸɯɾigaꜜna] 或 [ɸɯɾigana]），亦稱為注音假名，指日語中主要為表示日語漢字讀音而在其上方或周圍附註的假名表音符號。印刷時基本內文時以七號格大小的文字和五號格大小的振假名為標準。其別名為（發音：[ɾɯꜜbi]，源自英語 ，英國對5.5號字體的傳統稱呼），因此印刷物的振假名也被稱作。

## 使用範例
- 直書時，振假名通常寫於右方。

|  |  |
|  |  |

|  |  |
|  |  |

- 橫書時，振假名通常寫於上方，且多使用平假名，這是由於片假名主要用於轉寫音譯外來語：

- 但亦有例外，由於是外來語讀法，故較常使用片假名。例如：

取自現代漢語「上海」，拼音：，注音：；
取自韓語(pusan)；
- 然而，在臺灣的許多地名為日治時期時所更改的地名，後延續使用日語稱呼，故使用平假名。

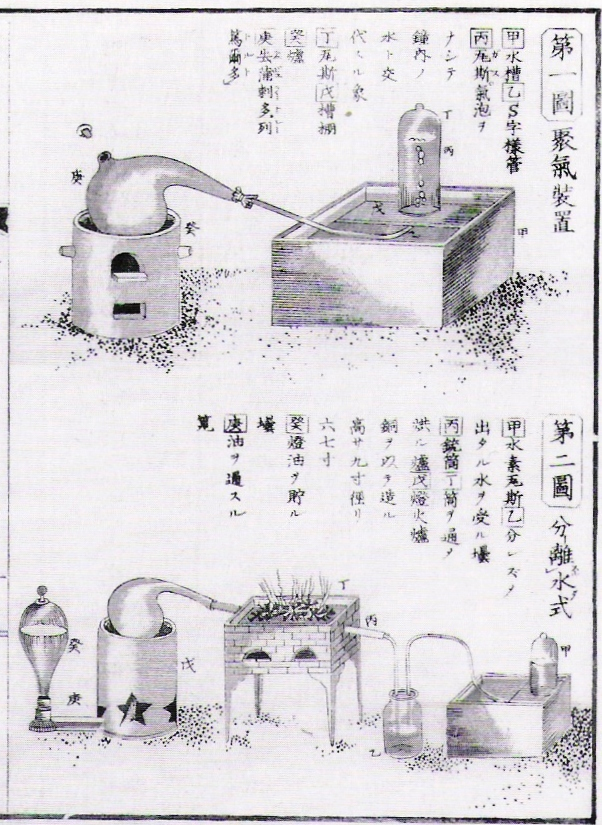
宇田川榕菴在《舍密開宗》中介绍拉瓦锡氢气实验时，在“瓦斯”这一借字旁标注了振假名“ガス”

- 其他還有對外來語名詞配上漢字的也是使用片假名標示。

- 又，近代以來歌詞、詩詞或其他特殊文章亦會有漢字詞配上其他相關（相近、相同或相反）詞彙作爲讀音的用法。

## 附註
1. ↑  各種字體大小在英語中的傳統稱呼參見英文维基百科页面 Traditional point-size names

## 參看
- 漢字注音